# جوزيبي جالوتزي
جوزيبي جالوتزي (بالإيطالية: Giuseppe Galluzzi)‏ (10 نوفمبر 1903 - 6 ديسمبر 1973) كان لاعب كرة قدم ومديرًا إيطاليًا من فلورنسا. كان شخصية بارزة في مشهد كرة القدم في فلورنسا، حيث ظهر في فريق CS Firenze ثم فيورنتينا بعد حدوث الاندماج.